# Crawley
Crawley város az Egyesült Királyságban, Dél-Angliában, West Sussex megyében. London és Brighton között fekszik, a Gatwick repülőtér mellett délre. Lakossága a 2011-es népszámlálás alapján közel 107 ezer fő volt.

## Személyiségek

### Itt született
- Lucy Brown, színésznő
- Simon Calder, a The Independent újságírója
- Matt Charman, forgatókönyvíró, drámaíró
- Kevin Vincent Muscat, labdarúgó-edző
- Philip Lawson, a King’s Singers énekese
- Daniel Meirion "Dan" Walker, újságíró, sportműsorvezető
- 1976-ban itt alakult meg a The Cure rockzenekar Easy Cure néven (Robert Smith, Michael Dempsey és Lol Tolhurst a St Wilfrid katolikus középiskolába járt.)

### Itt élt
- John George Haigh, hírhedt sorozatgyilkos, a savfürdős gyilkos
- Mark Lemon, a Punch hetilap szerkesztője
- Gareth Southgate, focista, edző
- Chris Stewart, a Genesis egykori dobosa
- Peter Vaughan, színész